# 四大名捕 (电影)
《四大名捕》（英語：The Four）是一部2012年上映、中国大陆与香港合拍的古装武侠片，改编自著名华人作家温瑞安创作的系列武侠小说《四大名捕》。本片由北京光线影业有限公司、安徽广播电视台和精英制作公司联合出品，光线影业发行，并由陈嘉上、秦小珍执导，邓超、刘亦菲、邹兆龙、郑中基领衔主演，片中的主要人物和年代背景虽出自原著小说，但具体的故事情节为原创。影片以宋徽宗时期为背景，讲述了神侯府下的四大名捕冷血、无情、铁手、追命在师傅诸葛正我的率领下，联合六扇门一同调查京城假币案，随着幕后主谋逐渐浮出水面，一场谋朝篡位的惊天阴谋也露出了冰山一角。
作为三部曲系列电影的第一部，本片于2011年3月4日在浙江象山影视城开机，不久转战横店影视城取景拍摄，同年5月27日杀青关机。2012年7月12日，影片在中国大陆正式公映。

## 剧情
电影以宋朝为背景，讲述了大內的政府衙门“神侯府”与“六扇门”联合合力一起侦破案件的故事。
暮色下的京城，六扇門為京城著名捕快總部，而神侯府則是皇帝暗中派駐京城密探。女俠姬遙花（江一燕飾）率親隨投靠守衛森嚴的六扇門，眾人皆為她的美貌傾倒，卻不見她的狠毒可以殺人於無形。六扇門捕快冷血（鄧超飾）奉命追捕獨行大盜賈三 （田啟文飾），卻遭討債人追命（鄭中基飾）破壞，賈三趁亂逃跑，被神侯府的諸葛正我（黃秋生飾）率領的弟子無情（劉亦菲飾）和鐵手（鄒兆龍飾）所擒，賈三手中的銅模亦被收繳，而追命原是江湖臥底捕快。六扇門在與神侯府的第一次交鋒中丟臉，行動失敗的冷血被革職出門，投靠在神侯府，是真心效命還是臥底？

## 演员
| 演员           | 角色     | 备注 | 粤配   |
| 邓超           | 冷血     | 电影男主角，喜歡無情，擅於用劍，不擅防御，一旦进攻，则血战到底，愤怒时变身为狼人。                                       |        |
| 刘亦菲         | 无情     | 電影女主角，两脚残疾，喜歡冷血。擅长使用暗器，能用意念攻擊及感應人心。                                                   |        |
| 郑中基         | 追命     | 江湖上的追債人，號稱沒有追不到的債。轻功举世无双，腿功无人能敌，嗜酒如命，逍遥江湖。                                     |        |
| 邹兆龙         | 铁手     | 曾嫉惡如仇，殺貪功污吏的殺人犯，諸葛神侯把他收到麾下。外形粗壮，虎背熊腰，内功深厚，臂力千斤，是一個巧手工匠，內心善良。 | 葉振聲 |
| 黄秋生         | 诸葛正我 | 神侯府創始人與府主，如同三国蜀国的诸葛亮，擅长谋略，精通阴阳五行，通晓天文地理。                                         |        |
| 江一燕         | 姬瑤花   | 潜入六扇门的女高手，具有双重身份的间谍。                                                                                 |        |
| 吴秀波         | 安世耿   | 家财万贯，为人奸诈，擅长阴谋诡计（電影原創的反派角色）。                                                                 |        |
| 吳映潔（鬼鬼） | 叮噹     | 神侯府手下。 |        |
| 成泰燊         | 捕神     | 六扇门的门主，武功高强。                                                                                                 |        |
| 邓萃雯         | 娇娘     | 酒楼老板娘，等待诸葛神侯的女人。                                                                                         |        |
| 木幡龙         | 岑冲     | 六扇门捕头，京城第一名捕。                                                                                               |        |
| 唐文龙         | 韓龍     | 六扇门捕头，京城第四名捕，被安世耿所殺，并用其身體製造神兵。                                                             |        |
| 田启文         | 贾三     | 被追捕的大盗。 |        |
| 李子雄         | 王爺     | |        |
| 包贝尔         | 大狼     | 神侯府手下。 |        |
| 唐治平         | 捕头     | 六扇门捕头。 |        |
| 张颂文         | 钱监     | 铜模案件关键人物。 |        |
| 方安娜         | 蝴蝶     | 六扇门的女捕头。 |        |
| 苗驰           | 大勇     | 神侯府手下。 |        |
| 向恬冉         | 铃儿     | 神侯府手下。 |        |
| 刘长德         | 徐峰     | 六扇门捕头。 |        |

## 曲目
| 曲別   | 歌名       | 作曲   | 作詞   | 演唱                         |
| 主题曲 | 《梦不死》 | 黎允文 | 陈少琪 | 邓超、郑中基、邹兆龙、刘亦菲 |

## 制作
电影的工作指导是被誉为“威亚王”的谷轩昭，他是袁和平的师弟，他在此片中使用威亚吊臂多达15台，破了纪录。
电影的发布会2012年5月24日在北京市举行。

## 票房
本片在中国大陆首周四天票房为8180万元，至8月12日累计1.97亿元。
本片的香港票房为$1,976,450港币。